# 悪の秘密結社
株式会社悪の秘密結社（あくのひみつけっしゃ）は、福岡県福岡市博多区に本社を置くヒーローショーに特化したイベント会社。2016年に代表取締役社長の笹井浩生が創業した。

## 概略
笹井浩生は高校時代、アルバイトで「悪役」としてヒーローショーに出演したことがあった。時計店で接客業に携わり、次いで広告代理店に勤務し営業次長まで務めた。しかし、ヒーローショーのことが頭から離れず、時計店勤務時代は非公認ヒーローを企画するほどだった。そこで独立し会社を設立する際、広告代理店時代の思考法で「世の中になく、余っていて、無駄になっているもの」を考えたところ「悪役」に考えが至り、悪役専門として2016年に会社を設立した。その当時、「ご当地ヒーロー」が各地で設定されていたが、そのヒーローと対峙する悪役、しかも会社組織となると、ほぼ無かった。そのため、専門の悪役としてヒーローショーからの受注は好調。自治体のゆるキャラ企画とのコラボを始め、各種イベントの仕事を行うことで、知名度を高めていった。
営業活動として、キャラクターのリプロデュースも行っている。2014年に発表されたものの、ほとんど世間に知られていなかった福岡県鞍手町のゆるキャラ喜楽総帥は、悪の秘密結社がリプロデュースし、「鞍手町の町長自身が悪の秘密結社と戦う」といったような内容を盛り込んだ観光PRショーを2016年12月に福岡市博多駅前で開催し、盛況に終わっている。
2017年には東京支社を開設。
2018年6月時点で、国税庁のサイトにて「悪」の文字を含む法人を検索すると6件ある。そのうち、他社は全て地名や「悪臭対策」の団体などであり、「悪い」意味で「悪」の文字を使用しているのは、悪の秘密結社だけである。

## ヤバイ仮面
ヤバイ仮面は福岡市の悪役に特化した怪人。「株式会社悪の秘密結社」の代表取締役社長でもある。
2017年には福岡市北天神の親不孝通りの公認キャラクターに任命され、ゴミゼロ、らくがきゼロ、飲酒運転ゼロを呼び掛ける。これは慈善事業ではなく、最終目標である地球征服の際に、きれいな地球を“居抜き”で入手するためである。
2018年1月15日に放送された『日経スペシャル ガイアの夜明け』で株式会社悪の秘密結社とヤバイ仮面が採り上げられ、大きな反響を呼んだ。
ヤバイ仮面の東京進出にあたっては、7人組ロックンロールバンド「THE 夏の魔物」とコラボを行い、THE 夏の魔物が主題歌を担当する。THE 夏の魔物にとっては初のタイアップ楽曲となった。
ヤバイ仮面のコスチュームには、スポンサー枠が設けられている。2018年秋にはスマートフォンゲーム『ゲシュタルト・オーディン』にクロスオーバーキャラとして出演や、プロジェクトイーブイでピカチュウ、イーブイと共演した。

## 出演
テレビ番組
- 日経スペシャル ガイアの夜明け（テレビ東京、2018年）
- NHKニュースおはよう日本（NHK、2018年）
- 日テレNEWS24（日本テレビ、2018年）
- 羽鳥慎一モーニングショー（テレビ朝日、2019年）
- 芸能人が本気で考えた!ドッキリGP（フジテレビ、2019年）
- ドゲンジャーズシリーズ（DOGENGERS / DOGENGERS 〜NICE BUDDY〜 / ドゲンジャーズ ハイスクール / ドゲンジャーズ メトロポリス / シン・ドゲンジャーズ（九州朝日放送、2020年 - 2024年）
- Touch（九州朝日放送、2020年 - 2022年）
- 怪人開発部の黒井津さん（テレビ朝日系列、2022年、第2話、第12話）

## 所属する悪役キャラクター
上述のヤバイ仮面以外にも悪の秘密結社はオリジナルの悪役キャラを30体以上製作している。

### 主要な悪役キャラクター
- メイド執事[10]
- 修羅王丸[10]
- カラミー
- ネクタリス
- ハテナ
- ウザギ
- ガルフ
- ガリア
- シャベリーマン[9]
全身に音響器材を仕込んでいる。

過去所属していたキャラクター
- 車と恋は急に止まれないマン
社用車兼怪人。ベースは日本製高級車。
- ダンゴムシマン

## ヒーロー新聞
ヒーロー新聞は、悪の秘密結社が発行し、ヒーローショーなどで無料配布する新聞。2018年4月創刊。
ローカルヒーローの紹介を行っており、ローカルヒーローの情報に特化した、唯一無二の媒体となっている。